# Mãe Preta (Lucílio de Albuquerque)
Mãe Preta é um quadro em óleo sobre tela de Lucílio de Albuquerque, de 1912. A obra retrata uma ama de leite, enquanto amamenta uma criança branca e tendo ao lado um bebê negro. Foi indicado que o quadro representa uma cena de transição entre a escravidão e a inclusão subalterna das mulheres outrora escravizadas no Brasil. A obra foi inicialmente associada ao eugenismo e, posteriormente, ressignificada como um símbolo abolicionista e interpretada como uma crítica à condição das mulheres negras no Brasil.
Foi inicialmente exposta no Salão de Belas Artes, no Rio de Janeiro e, por não ser uma pintura de acordo com as expectativas acadêmicas, foi recebido negativamente pela crítica à época de seu lançamento. O artista tentou inicialmente vender a obra ao Museu Nacional, mas a aquisição foi rejeitada em 1921 pelo diretor da instituição, Edgard Roquette-Pinto, por considerar que não tivesse valor etnográfico. Quatro anos depois, o quadro foi adquirido pelo Museu do Estado da Bahia, atualmente conhecido como Museu de Arte da Bahia.

É provável que o quadro de Albuquerque tenha influenciado a obra Bahia, de Wilson Tibério, exposta em 1946.